# (32641) 2595 P-L
2595 P-L (asteroide 32641) é um asteroide da cintura principal. Possui uma excentricidade de 0.20435450 e uma inclinação de 3.13375º.
Este asteroide foi descoberto no dia 24 de setembro de 1960 por Cornelis Johannes van Houten e Ingrid van Houten-Groeneveld e Tom Gehrels em Palomar.